# Croissants à la crème
Pour plus de détails, voir Fiche technique et Distribution.
Croissants à la crème (Cornetti alla crema) est une comédie érotique italienne réalisée par Sergio Martino et sortie en 1981.

## Synopsis
Domenico Petruzzelli, tailleur spécialisé dans les soutanes, est accrédité par le Saint-Siège et compte des ecclésiastiques parmi ses clients. Il vit dans une maison austère surplombant la basilique Saint-Pierre avec sa femme Elena et son fils Aristide, obèse et maladroit. Son meilleur ami, ainsi que le locataire du dessus, est Gabriele Arcangeli, un coureur de jupons bolonais qui couche chaque jour avec une femme différente « à des fins thérapeutiques », et qui a toujours été l'objet de la jalousie de Domenico, contraint à une vie de famille triste et oppressante.
Un jour, lors d'un voyage d'affaires à Rovigo, Domenico rencontre Marianna, une belle et naïve jeune fille qui étudie le soprano. Il apprend qu'elle fuit son petit ami oppressant, Ulrico, surnommé « Mazinga », qui est un joueur de football américain. Après avoir réussi à arracher Marianna des griffes d'Ulrico, Domenico passe le reste de la journée avec elle et lui apprend qu'il s'appelle Gabriele Arcangeli et qu'il n'est pas marié. Après qu'Ulrico parvient à récupérer sa petite amie, Domenico retourne à Rome, hébété, en se promettant de retrouver un jour Marianna, qui est impressionnée par sa bonté d'âme.
Quelques jours plus tard, il reçoit un appel téléphonique de Marianna, qui est de passage à Rome pour une répétition de chant et qui veut passer une nuit avec lui. Pour éviter la catastrophe, Domenico emprunte la maison à Gabriele et s'en va, prétendant partir pour un voyage à Bologne. En réalité, il s'installe à l'étage et accueille la jeune fille qui donne immédiatement libre cours à son exubérance, que Domenico n'a cependant pas l'occasion de savourer. À l'inverse, Gabriele, « expulsé » de son domicile et accueilli chez Domenico, est séduit par Elena. Pour la première fois de sa vie, Gabriele expérimente l'ivresse d'une relation charnelle plus stimulante et presque sauvage qui lui coupe l'envie de trouver une nouvelle partenaire sexuelle tous les jours.
L'arrivée d'un cardinal et de son secrétaire d'abord, de la mère de Marianna et du terrible Ulrico ensuite, sera fatale pour Domenico : après avoir « mis le cardinal en fuite » à l'aide de sa maîtresse, il sera d'abord obligé de révéler son identité à la jeune fille, puis il devra découvrir la trahison d'Elena et de Gabriele, et enfin il devra subir la violente colère d'Ulrico, qui le jette par la fenêtre après l'avoir battu. Quelques jours plus tard, Elena, Aristide et Gabriele promènent Domenico dans un fauteuil roulant, dans le plâtre et incapable de parler. Mais il lui suffit de voir Marianna chanter à la télévision pour reprendre des forces. 

## Fiche technique
- Titre français : Croissants à la crème[1]
- Titre original italien : Cornetti alla crema[2],[3]
- Réalisation : Sergio Martino
- Scenario : Romolo Guerrieri, Franco Verucci, Sergio Martino
- Photographie :	Giancarlo Ferrando (it)
- Montage : Eugenio Alabiso
- Musique : Detto Mariano
- Décors : Adriana Bellone (it)
- Production : Felice Colaiacomo, Franco Poccioni, Luciano Martino, Sergio Borelli, Mino Loy
- Société de production : Medusa Film, National Cinematografica, Nuovo Dania Cinematografica
- Pays de production :  Italie
- Langue originale : Italien
- Format : Couleurs - Son mono
- Durée : 93 minutes
- Genre : Comédie érotique italienne
- Dates de sortie :
  - Italie : 12 septembre 1981[3]
  - France : 1982[1]

## Distribution
- Lino Banfi : Domenico Petruzzelli
- Edwige Fenech : Marianna Tribalzi
- Gianni Cavina : Gabriele Arcangeli
- Milena Vukotic : Elena Petruzzelli
- Marisa Merlini : Zaira, la mère de Marianna
- Armando Brancia : le Cardinal
- Michela Miti : une call-girl
- Maurizio Tocchi : Ulrico, appelé Mazinga
- Filippo Evangelisti : Aristide Petruzzelli
- Luigi Leoni : Don Giacinto
- Antonella Antinori : l'amante de Gabriele
- Salvatore Jacono : le concierge du palais
- Margit Evelyn Newton : l'amante de Gabriele